# Plalangan (Sumbermalang)
Plalangan is een bestuurslaag in het regentschap Situbondo van de provincie Oost-Java, Indonesië. Plalangan telt 4004 inwoners (volkstelling 2010).